# Deoli (Maharashtra)
Deoli es una ciudad y  municipio situada en el distrito de Wardha en el estado de Maharashtra (India). Su población es de 19288 habitantes (2011). Se encuentra a 19 km de Wardha y a 93 km de Nagpur. 

## Demografía
Según el censo de 2011 la población de Deoli era de 19288 habitantes, de los cuales 9996 eran hombres y 9292 eran mujeres. Deoli tiene una tasa media de alfabetización del 88,04%, superior a la media estatal del 82,34%: la alfabetización masculina es del 92,67%, y la alfabetización femenina del 83,09%.